# جوشکاری فورجینگ
 فورجینگ میلگرد (به انگلیسی: Gas pressure welding of rebar) یک روش جوشکاری در فولاد های ساختمانی(میلگرد) به کار رفته در سازه های بتنی است که در آن پس از حرارت دادن به دو بخش متصل شونده تا دمای خمیری شدن فولاد  و سپس  پرس دو قطعه روی هم ایندو قطعه را در هم ادغام ،ترکیب یا به اصطلاح فورج می‌کند. قابل ذکر است که از این تکنولوژی در سال‌های دور ۱۳۵۱ خورشیدی در خط آهن سراسری ایران استفاده شده‌است.
امروزه مهمترین کاربرد آن در اتصال سر به سر میلگرد است.

## فورجینگ سر به سر میلگرد
در فورجینگ سر به سر میلگرد ابتدا در دهه ۱۹۳۰ میلادی در کانادا تحت عنوان یکی از زیرشاخه‌های فرایند جوشکاری گاز اکسی استیلن و با نام gas pressure welding (مخفف انگلیسی: GPW) گسترش یافت. از آن پس، این روش به‌طور گسترده‌ای مورد استفاده قرار گرفت و در ابتدا به منظور جوشکاری ریل‌ها و لوله‌ها و بعد از آن در جوشکاری میلگردهای ساختمانی به کار گرفته شد.
با افزایش ساخت و ساز و رشد سازه‌های شهری و بلندمرتبه‌سازی، توجه به مقاوم‌سازی، استحکام بیشتر و حفظ امنیت جانی و مالی این نوع جوش در اهمیت قرار گرفته و به دلیل ضریب ایمنی بالا آن و کاهش هزینه‌ها، وارد حوزه ساخت‌وساز گردید. در این روش به جای بر روی هم قراردادن(به انگلیسی: Overlap) بخش انتهایی میلگردها، دو سر میلگرد توسط حرارت در دمای مشخص ۱۲۰۰ تا ۱۲۵۰ درجهٔ سانتی‌گرادو همزمان فشار هیدرولیکی (که به دو سر میلگرد وارد می‌آید) به یکدیگر اتصال داده و اصطلاحاً فورج می‌شود.

## مزایای فورجینگ سر به سر
1. صرفه جویی ۲۰ تا ۳۰ درصدی در مصرف با حذف بر روی هم قراردادن میلگردها(به انگلیسی: Overlap) و حذف پرت‌ها.
2. کاهش نیروی انسانی با توجه به کاهش مصرف
3. کاهش کلیهٔ هزینه‌ها از جمله حمل‌ونقل با توجه به کاهش مصرف.
4. اتصال میلگردهای غیرقابل مصرف به همدیگر و استفاده مجدد از آنها.
5. کاهش وزن اصلی سازه و متناسب با آن کاهش نیروهای ثقلی جانبی و در نتیجه بالا رفتن مقاومت سازه در مقابل زلزله.
6. کاهش اشتباهات انسانی (آرماتور بند ها معمولاً برای کاهش مصرف میلگردها از طول روی هم قراردادن(به انگلیسی: Overlap) آنها کم می‌کنند که این عمل سبب کاهش مقاومت میلگردها در نقاط اتصال (جوش) و در نتیجه کاهش مقاومت سازه می‌شود) همچنین تنها راه حل برای اصلاح کوتاه آمدن میلگردها به دلیل خطای آرماتوربند یا تصمیم به افزایش طبقه یا ادامه پروژه این تکنولوژی می‌باشد.
7. امکان لرزه (به انگلیسی: Vibration) بهتر در هنگام بتن ریزی، با توجه به کاهش حجم اضافی میلگردها در نقاط اتصال.
8. افزایش قابل توجه درگیری بتن با میلگردها با توجه به کاهش حجم اضافی میلگردها در نقاط اتصال.
9. افزایش مقاومت در نقطهٔ اتصال، به‌طوری که مقاومت در این نقطه به خاطر افزایش سطح میلگرد، بیشتر از سایر نقاط در طول میلگرد می‌باشد.[۵]
10. سرعت اجراءبالاتر  و هزینه اجراء پایینتر نسبت به "اتصال مکانیکی میلگرد"
11. قابل حمل بودن تجهیزات توسط نیروی انسانی
12. اجراء عملیات در محل پروژه های ساختمانی
13. امکان اجراء عملیات بر روی میلگردهای ستونها،فونداسیون و دیوارهای برشی
14. بومی سازی شدن تکنولوژی و تجهیزات در ایران و قطع نیاز به واردات در شرایط تحریم

## فناوری اجرایی
به عنوان یک روش فاز جامد محسوب می‌شود که در آن، اتصال بدون ذوب کامل فلز پایه انجام می‌گردد. به دلیل نبود عنصر واسطه برای اتصال دو قطعه در این روش این نوع جوش از مزایای خوبی نسبت به روش‌های متداول و معمول برخوردار می‌باشد.
در این روش عمل حرارت دهی انتهای میلگردها توسط یک مشعل اکسی استیلن انجام می‌گردد که باعث می‌شود دو سر میلگردها به حالت پلاستیک درآید، همزمان فشار بر روی دو میلگرد که به حالت سر به سر روبروی یکدیگر قرار گرفته و در داخل یک گیره نگهدارنده مهار شده‌اند، اعمال گردیده و جوشکاری صورت می‌گیرد.
هنگامیکه درجه حرارت به 1200–1250 درجه سانتیگراد می‌رسد (منطقه خمیری به انگلیسی semisolid)، مولکول‌های میلگرد انرژی فعالسازی کافی را به دست آورده و سپس مولکولهای میلگردها در ناحیه فصل مشترک نفوذ کرده و با یکدیگر ترکیب می‌شوند که در این حالت پیوند مولکولی برقرار شده و تبلور مجدد اتفاق می‌افتد و تغییری در جنس و فاز فولاد (در دیاگرام آهن-کربن) ایجاد نمیشود. 
که به این نحو، اتصال دو سر میلگردها انجام می‌پذیرد.
در این روش مدت زمان حرارت دهی و میزان اعمال فشار به قطر میلگردهای جوش شونده بستگی دارد.
یکی از نکات مهم در این روش ،عاری بودن سطوح انتهایی میلگردها  از لایه اکسیدی ، آلودگی سطحی و بتن می باشد،  به نحوی که وجود ناخالصی اکسیدی در فصل مشترک جوش، باعث عدم استحکام این نوع اتصال می‌گردد. استفاده از تجهیزات برشکاری و لبه سازی با اره سرد بر(به انگلیسی: REBAR CUTTER) هوا خنک و تیغه" تنگستن کارباید" مخصوص دور پایین دراین روش جوشکاری الزامی می‌باشد.
-برش دو سر میلگرد با هر نوع ابزار برشی دیگر از قبیل سنگ فرز،گیوتین ،اره آتشی و... ممنوع می باشد.
-زمان استفاده از میلگرد های برش خورده در شرایط آب و هوایی آفتابی و با رطوبت معمولی حداکثر 24 ساعت می باشد.
-گواهینامه جوشکاری برای اپراتور الزامیست.